# Saval
Il Saval è una parte della città di Verona che si distribuisce lungo un territorio posto tra il Canale Camuzzoni, il quale lo separa da Chievo e da Borgo Nuovo e Via Leone Pancaldo. È diviso in due zone omogenee, il Saval di Parona e il Saval di Quinzano, in relazione al quartiere di appartenenza.
Deve il suo nome alla conformazione del territorio che forma una sorta di bassopiano "Val", da sempre utilizzato per agricoltura e pastorizia. Originariamente era parte integrante di Chievo, sotto la parrocchia di San Procolo. I terreni appartenevano alla famiglia Della Scala, poi divisi tra i conti Bottagisio, il monastero di San Zeno e quello di San Giorgio. Gli ortolani godevano di facilitazioni nell'affitto dei campi in cambio di servizi come suonatori di campane.

## Descrizione

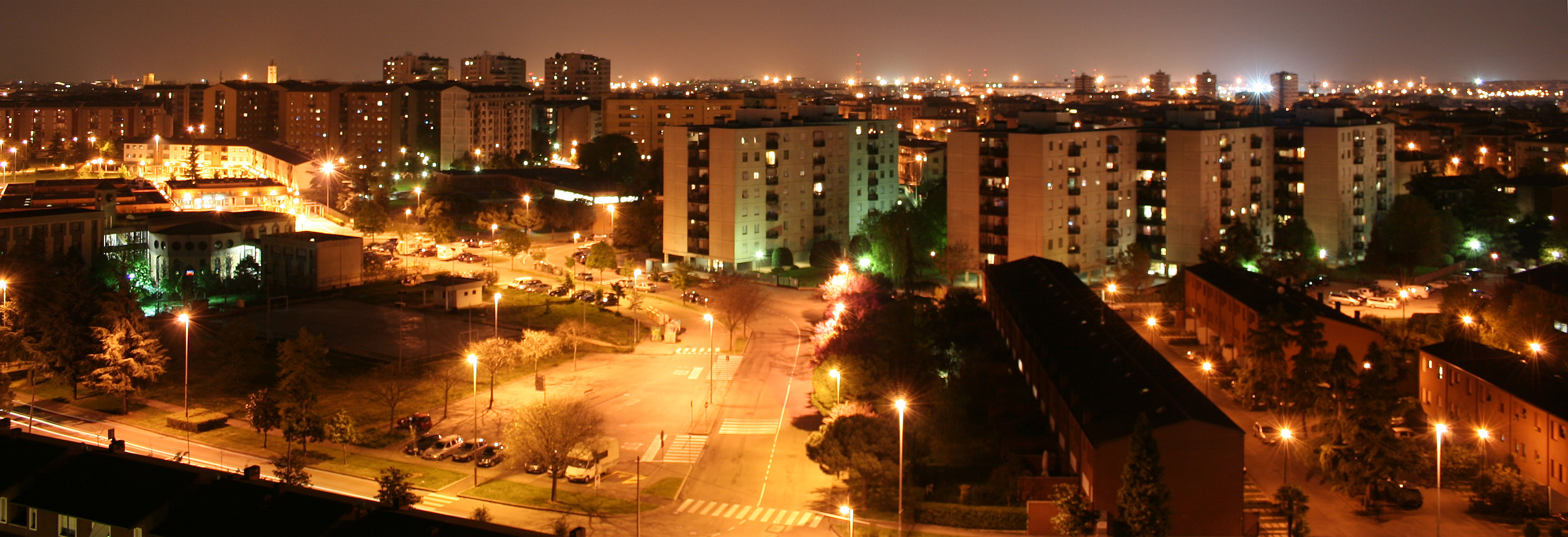
Saval di notte

Negli ultimi anni è diventato uno dei luoghi più moderni di Verona con la realizzazione di numerose aree verdi, l'ampliamento di servizi quali autobus, piste ciclabili e del vasto centro commerciale che raduna decine di negozi.
Vi si trovano 2 parrocchie, Santa Maria Regina e la più recente Santa Maria Maddalena (1980), cresciuta sotto la guida del parroco Don Renzo Zocca. Le opere parrocchiali ed il parco risalgono al 1990, come il campanile che ospita tre campane in scala di Mi4, la cui maggiore pesa kg 105.
Esiste una squadra calcistica giovanile chiamata U.S. Saval.
Sono presenti: la scuola dell'infanzia "Aquilone", le scuole elementari "Giovanni Solinas" ed "Eugenio Pertini".
Viene servito dalle linee urbane 31, 41 e 94.
La maschera carnevalesca del quartiere è L'Aseneto.